# Genista sulcitana
Genista sulcitana är en ärtväxtart som beskrevs av Vals. Genista sulcitana ingår i släktet ginster, och familjen ärtväxter. Inga underarter finns listade i Catalogue of Life.